# Černá v Pošumaví
Černá v Pošumaví település Csehországban, a Český Krumlov-i járásban. Černá v Pošumaví Světlík, Frymburk, Horní Planá és Hořice na Šumavě településekkel határos. Lakosainak száma 855 fő (2024. január 1.).

## Népesség
A település lakosságának változását az alábbi diagram mutatja:
| Lakosok száma | 2145 | 2522 | 2745 | 711  | 807  | 826  | 843  | 849  | 791  | 855  |
|               | 1869 | 1890 | 1921 | 1950 | 1980 | 2001 | 2017 | 2019 | 2022 | 2024 |